# أنطونيو كارمونا
أنطونيو كارمونا (بالإسبانية: Antonio Carmona) هو مغني إسباني، ولد في 21 مايو 1965 في غرناطة في إسبانيا.

## وصلات خارجية
- أنطونيو كارمونا على موقع IMDb (الإنجليزية)
- أنطونيو كارمونا على موقع ميوزك برينز (الإنجليزية)
- أنطونيو كارمونا على موقع ديسكوغز (الإنجليزية)
- أنطونيو كارمونا على موقع قاعدة بيانات الفيلم (الإنجليزية)